# 沙塘站
沙塘站是一个陇海线上的铁路车站，位于江苏省徐州市铜山区夹河乡，建于1915年，目前为三等站，邮政编码为221148。目前客运：办理旅客乘降；不办理行李、包裹托运；货运：仅办理专用线、专用铁道整车货物发到。